# 瓦卢瓦广场

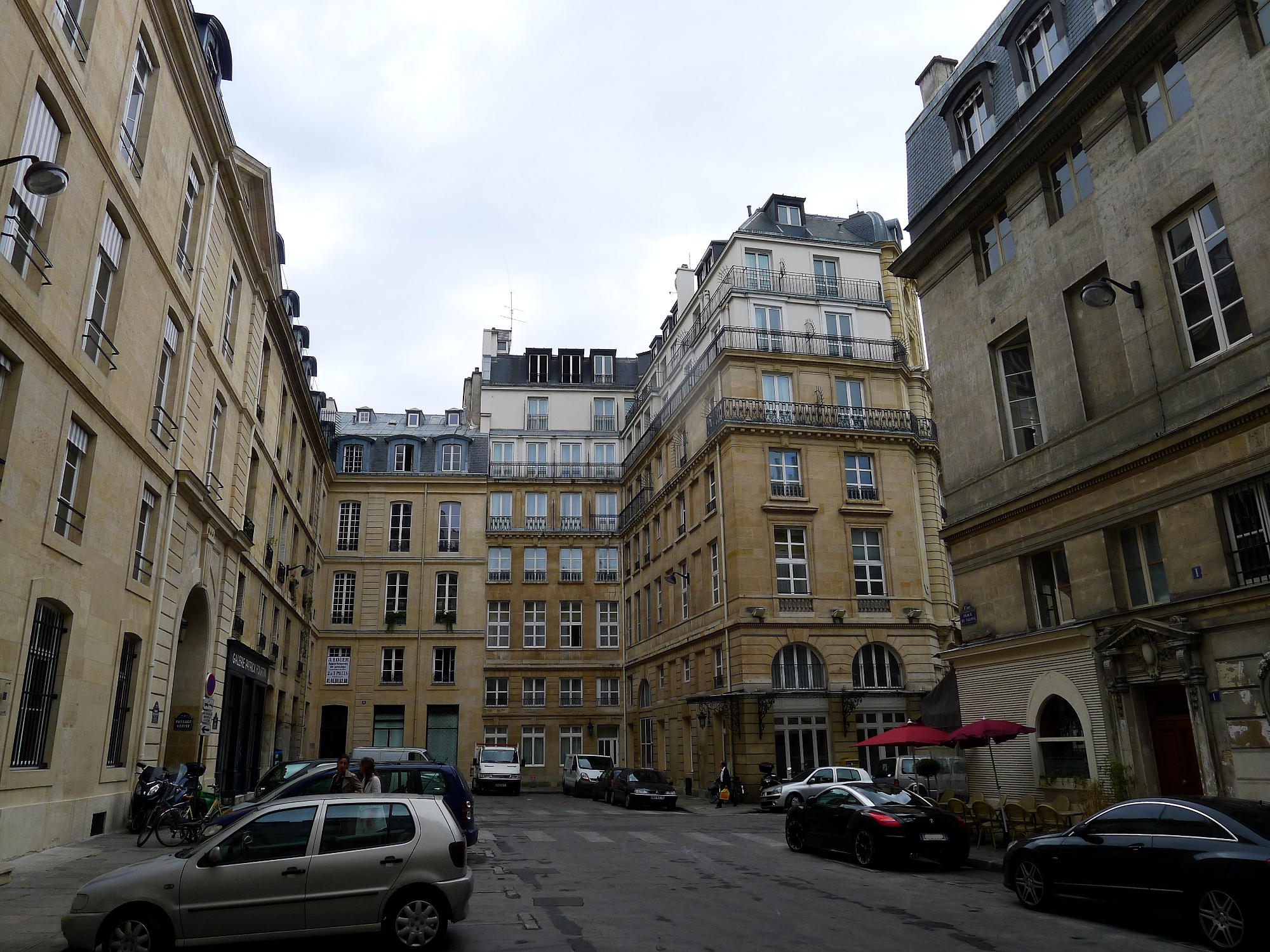

瓦卢瓦广场（Place de Valois）是巴黎第一区的一个广场，位于巴黎皇家宫殿东侧的瓦卢瓦路（Rue de Valois）。

## 名称
广场得名于路易-菲利普一世的称号瓦卢瓦公爵。

## 历史
瓦卢瓦广场命名于1867年2月26日 。

## 建筑

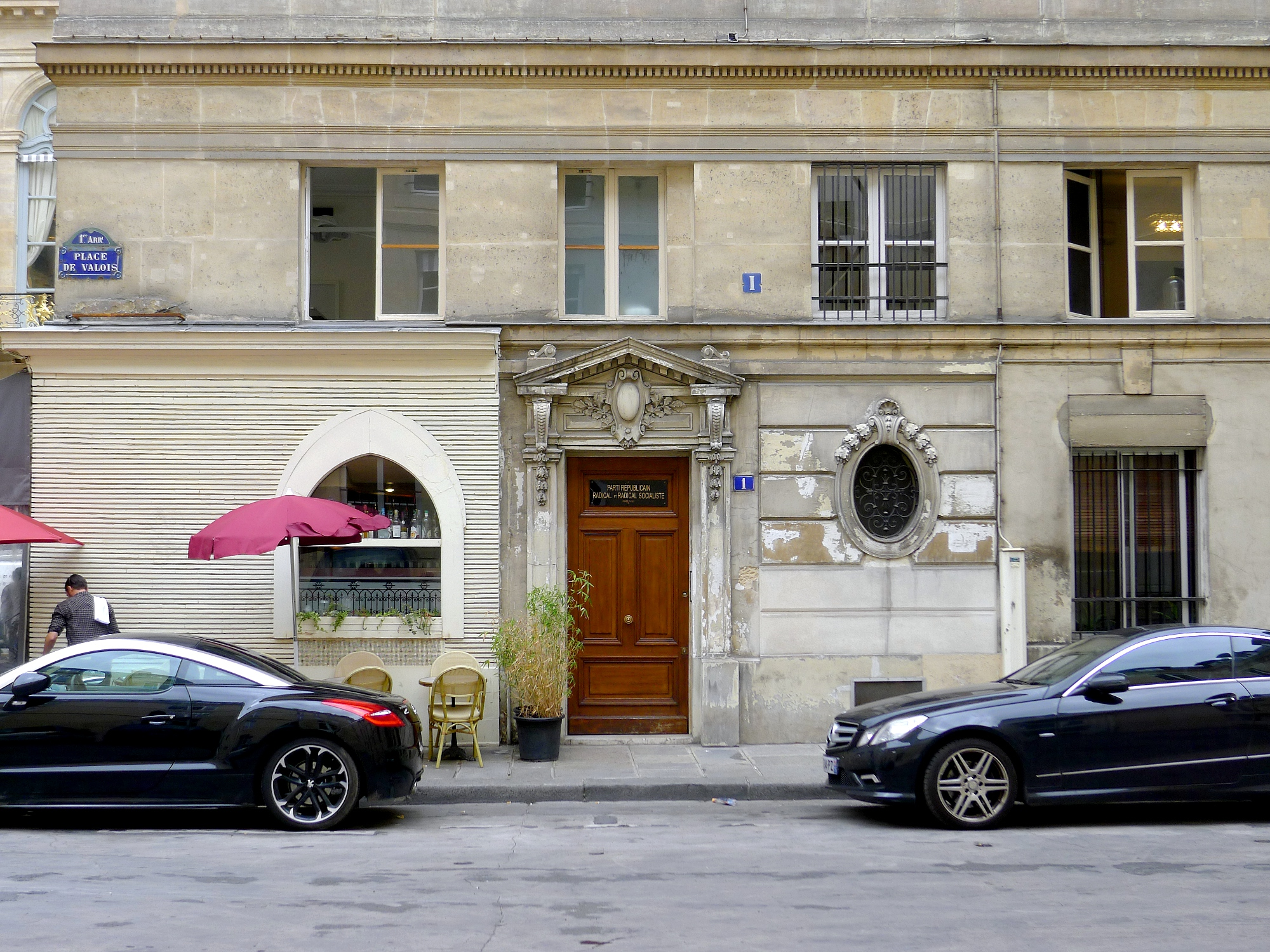
1号
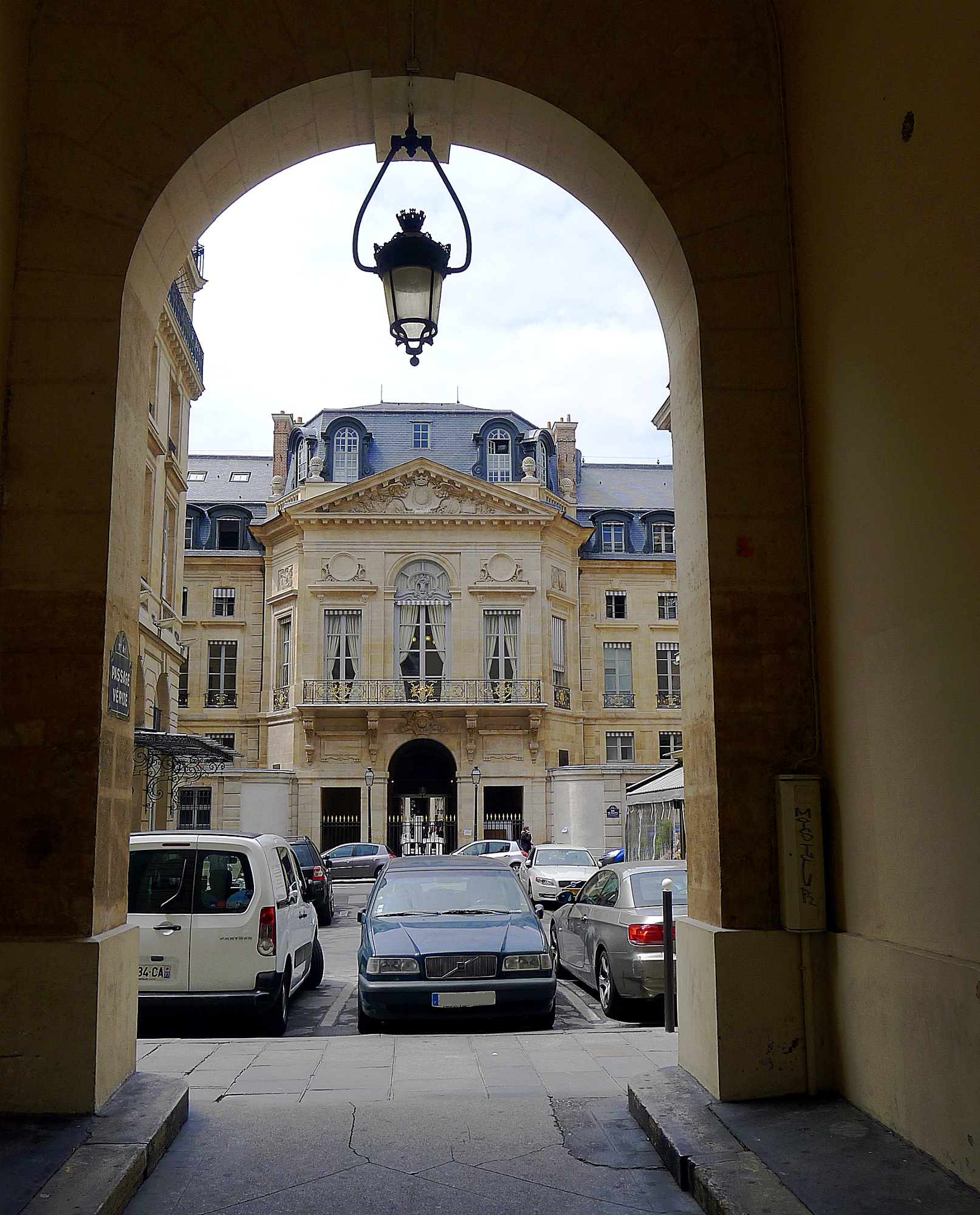

- 1号:[2]
- 5号 :